# Madżid Biszkar
Madżid Biszkar (ur. 6 sierpnia 1956 w Chorramszahrze) – irański piłkarz występujący podczas kariery na pozycji ofensywnego pomocnika.

## Kariera klubowa
Madżid Biszkar karierę piłkarską rozpoczął w drużynie Rastakhiz Khorramshahr w drugiej połowie lat 70. Początkowo grał w Shahbazie Teheran; następnie w 1979 wyjechał do indyjskiego East Bengal. Z East Bengalem zdobył Puchar Federacji i Rovers Cup w 1980, IFA Shield w 1981.
W latach 1982–1984 był zawodnikiem Mohammedan Kalkuta. Z Mohammedan zdobył Rovers Cup w 1984. W latach 1985–1986 ponownie występował w występował w klubie East Bengal, z którym zdobył Puchar Federacji, mistrzostwo Calcutta Football League w 1985 i IFA Shield w 1986. Karierę zakończył w Mohammedan w 1987. Z Mohammedan zdobył Rovers Cup w 1987.

## Kariera reprezentacyjna
W reprezentacji Iranu Biszkar zadebiutował w 1976.
W 1978 roku został powołany do kadry na Mistrzostwa Świata. Iran zakończył turniej na fazie grupowej, a Biszkar był rezerwowym i nie wystąpił w żadnym meczu. Ogółem w latach 1976–1978 Biszkar w reprezentacji wystąpił w 2 meczach.